# Jimmy Hart
Jimmy Ray Hart (nascido em 1 de Janeiro de 1943) é um executivo, manager de wrestling profissional, músico e compositor estadunidense. Trabalhou na World Wrestling Federation, World Championship Wrestling e Total Nonstop Action Wrestling. Trabalhou como manager de notáveis estrelas do wrestling como Hulk Hogan, Bret Hart, Jerry "The King" Lawler, Ted DiBiase, e The Honky Tonk Man.

## Títulos e prêmios
- American Wrestling Association
  - AWA Southern Heavyweight Championship (1 vez)
- Pro Wrestling Illustrated
  - PWI Manager do Ano (1987).
  - PWI Manager do Ano (1994).
- World Class Wrestling Association
  - Introduzido para o Hall da Fama do WCWA em 2006
- WWE
  - WWE Hall of Fame (2005)
- Wrestling Observer Newsletter
  - WON Manager do Ano (1983)
  - WON Melhor Entrevistador (1984)